# Anthaxia feloi
Anthaxia feloi es una especie de escarabajo del género Anthaxia, familia Buprestidae. Fue descrita científicamente por Liberto en 2001.